# Зайцев, Юрий Владимирович
Ю́рий Влади́мирович За́йцев (2 августа 1933 — 23 марта 2018) — российский учёный и дипломат. С 2003 года ректор Международного института XXI века. Почётный член Российской академии архитектуры и строительных наук.

## Биография
Окончил МИСИ и Дипломатическую академию МИД РФ (1992 год). Доктор технических наук, профессор.
- В 1990—1993 годах — народный депутат РСФСР, членом фракции «Свободная Россия», группы «Сотрудничество», член «Коалиции реформ».
- С 10 февраля 1992 по 24 марта 1995 годах — постоянный представитель при международных организациях в Вене[3][4].

## Семья
Женат, имеет двоих детей — дочь Ольгу и сына Владимира.

## Область научный интересов
Академик Академии технологических наук, Российской академии естественных наук и Российской инженерной академии.
Автор 18 монографий, учебников и учебных пособий, более 200 статей в научных журналах.
Двухсторонняя и многосторонняя дипломатия и вопросы гражданства. Участвовал в разработке закона о гражданстве РФ в 1992 году.

## Награды
- Медаль «Защитнику свободной России» (20 августа 1997 года) — за исполнение гражданского долга при защите демократии и конституционного строя 19-21 августа 1991 года[7].

Имеет государственные награды.

## Дипломатический ранг
Чрезвычайный и полномочный посол (10 февраля 1992).